# Особняк Сивякова (Константиновск)
Особняк Сивякова — трехэтажное здание в городе Константиновске Ростовской области. Построено в 1906 году. В здании находится детская школа искусств. Здание является памятником архитектуры в соответствии с приказом ГУ Областной инспекции № 124 от 31.12.2002 года.
Адрес: 347250, Ростовская область, г. Константиновск, улица Ленина, 8.

## История
В городе Константиновске Ростовской области на улице Ленина, 8 расположено необычное трёхэтажное кирпичное здание. Купец Николай Иванович Сивяков на свои средства возвёл на высоком берегу реки Дон особняк в стиле модерн с элементами псевдоготики.  Здание было построено в 1906 году. Купец Н. И. Сивяков был одним из самых уважаемых людей станицы Константиновская. Он торговал мануфактурой, владел торговыми лавками в станицах Николаевской и Константиновской. Здание было построено на наклонной в сторону реки местности, отчего его правая часть имела полуподвалы, а двор левой стороны находился на уровне половины первого этажа. Окна в здании были разного размера и формы — полуциркульные, прямоугольные, узкие, широкие, низкие и высокие.  Парадный вход с улицы вёл по лестнице на второй этаж дома, где была обустроена бильярдная комната, рабочие кабинеты, гостиная, длинный балкон. На третьем этаже дома были спальни и ванная комната. Чёрный вход с обратной стороны дома вёл на  первый этаж, там были подсобные помещения, кухня, проживала прислуга.
В 1914 году Сивяков привез с парижской выставки автомобиль, бывший первым в станицах края. В своём доме он устроил для автомобиля гараж.
В годы советской власти здание было национализировано, с 1960-х годов и поныне в этом здании находится детская школа искусств. В соответствии с приказом ГУ Областной инспекции от 31.12.2002 года № 124 особняк купца Сивякова отнесен к выявленным объектам культурного наследия. Постановлением Комитета по охране объектов культурного наследия Ростовской области № 20/01-01/2948 от 28.08.2020 включен в Единый государственный реестр объектов культурного наследия (памятников истории и культуры) народов Российской Федерации как объект культурного наследия России регионального значения.

## Описание

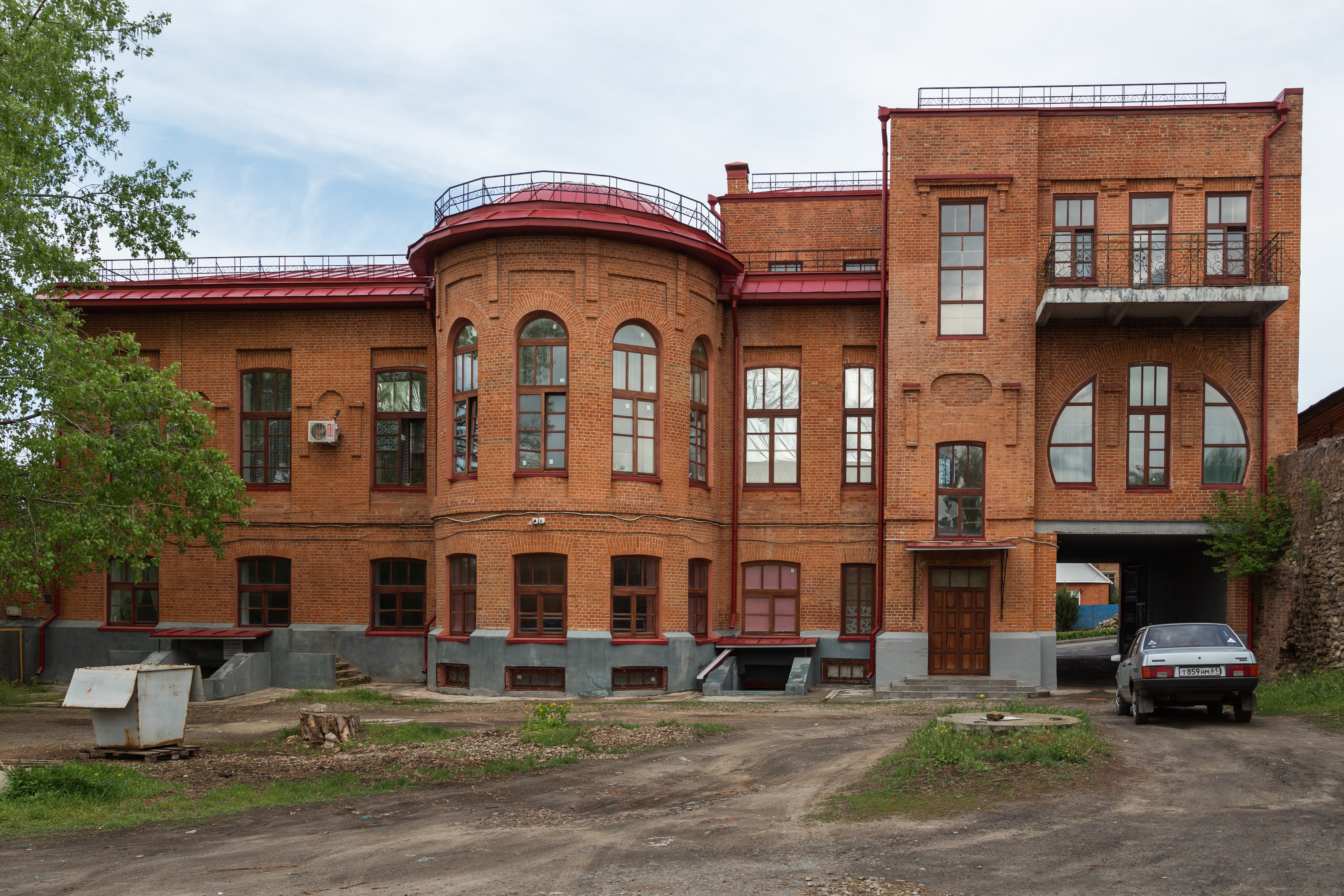
Особняк Сивякова, вид со двора

Трехэтажный кирпичный особняк Сивякова построен в стиле модерн, имеет несимметричную форму, двухскатную крышу, сквозной проезд во двор с его левой стороны, полуподвальные помещения. Парадный вход сделан со стороны фасада и имеет навес над вторым этажом. В здании отсутствуют боковые окна.
При строительстве здания, для кладки кирпича здания применялся известковый раствор, песок, глина и куриные яйца.